# Rapid Action Electronic

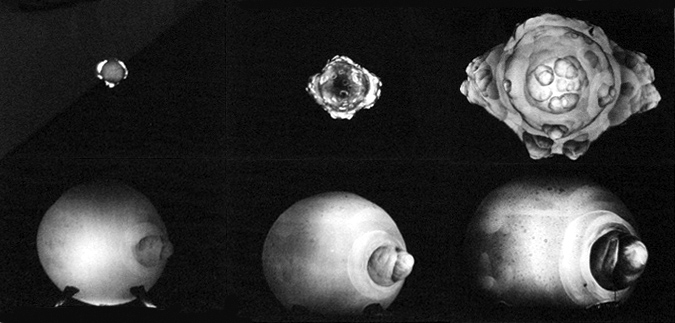
Sekwencja zdjęć wybuchu jądrowego w ramach operacji Redwing-Mohawk wykonana kamerą Rapatronic, 2 lipca 1956.

Rapid Action Electronic (Rapatronic) – rodzaj aparatów fotograficznych skonstruowanych przez Harolda Edgertona (pracującego wówczas dla firmy EG&G) w latach 40. XX wieku do wykonywania zdjęć o ekstremalnie krótkich czasach naświetlania, do 10 nanosekund, koniecznych przy fotografowaniu wczesnych faz wybuchów jądrowych. Wyposażone były w migawki magneto-optyczne. Typowy czas naświetlania wynosił 3 μs. Używane do 1962.

## Budowa i działanie
Z uwagi na wymagany ekstremalnie krótki czas naświetlania, do 10 ns, użycie mechanicznej migawki było niemożliwe. Edgerton użył w kamerze dwóch filtrów polaryzacyjnych i materiału zmieniającego polaryzację światła zależnie od pola magnetycznego. Między dwoma filtrami polaryzacyjnymi, ustawionymi do siebie prostopadle (czyli całkowicie blokującymi transmisję światła), umieszczono materiał wykazujący zjawisko Faradaya. Wytworzenie pola magnetycznego powodowało zmianę polaryzacji światła przechodzącego przez pierwszy polaryzator przez co drugi filtr nie blokował już go całkowicie. Elektryczne sterowanie polem magnetycznym umożliwiało sterowanie czasem naświetlania filmu w aparacie.
W przypadku kamery Rapatronic, migawka magneto-optyczna składała się dwóch warstw szkła flintowego (materiał aktywny) rozdzielonych polaryzatorem HN-23 Polaroid. Szkło otoczone było cewkami elektromagnesu. Elektromagnes zasilany był obwodem impulsowym zasilanym poprzez rozładowanie kondensatorów wysokonapięciowych, wyzwalanych trigatronem lub tyratronem. W stanie spoczynku układ szkło-polaryzator-szkło przepuszczało około jednej miliardowej światła wpadającego.

## Wykonywanie sekwencji zdjęć
Kamery Rapatronic mogły naświetlać tylko jedną klatkę filmu. Dlatego, aby rejestrować różne etapy eksplozji jądrowych umieszczano je w zestawach do 12 sztuk. Poszczególne kamery wyzwalane były w różnych momentach, razem dostarczając sekwencji zdjęć fotografowanego zjawiska.